# Johann Anton André

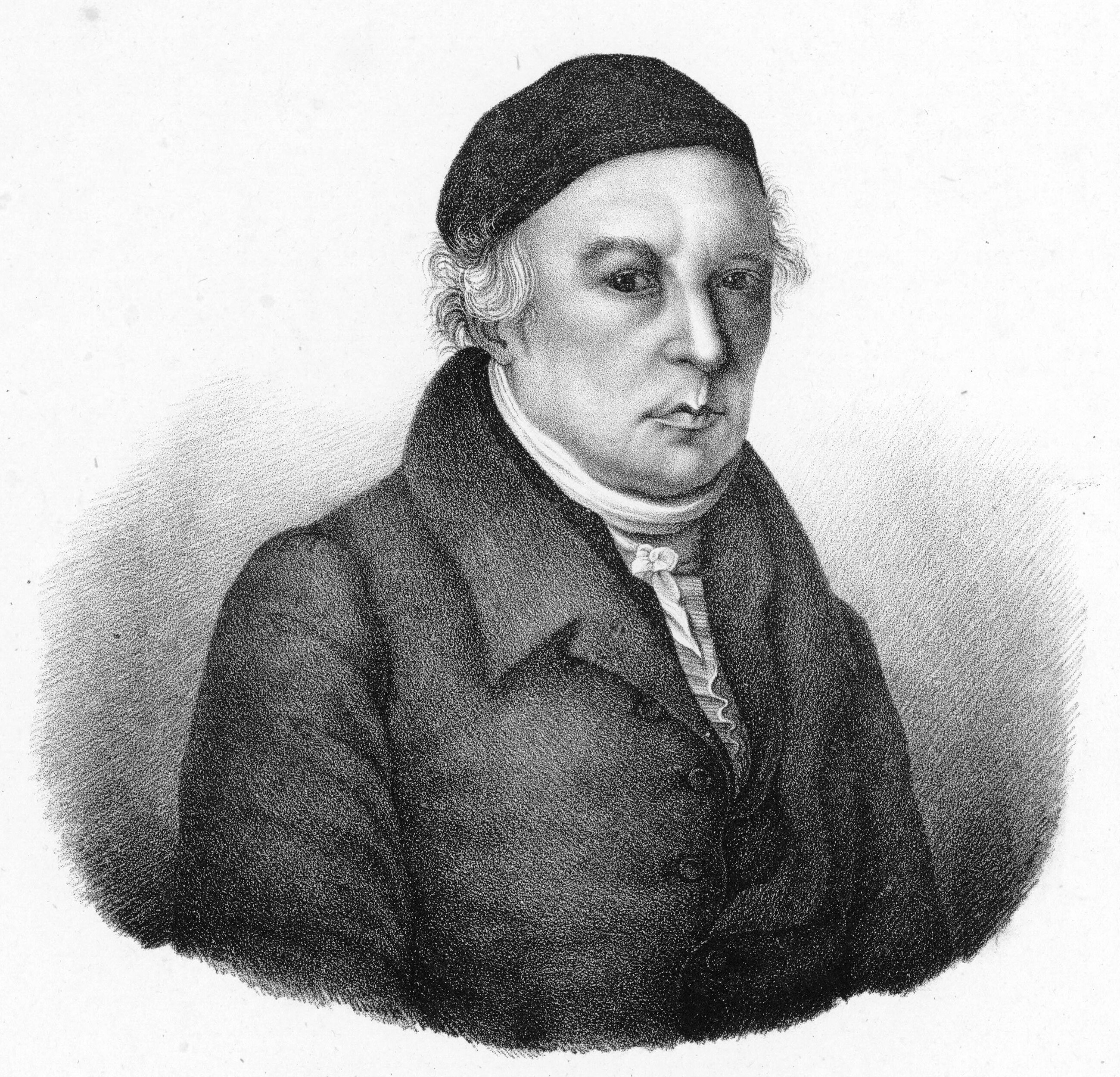
Johann Anton André (1775-1842).

Johann Anton André, född den 6 oktober 1775 i Offenbach am Main, död där den 6 april 1842, var en tysk musikförläggare, kompositör, dirigent (med titeln "storhertiglig hessisk kapellmästare") och hovråd.
André var son till den produktive kompositören och musikhandlaren Johann André (1741-1799), vars rörelse han efter faderns död övertog. Samma år köpte han av Mozarts änka Constanze hennes makes efterlämnade originalmanuskript, vilka han lät utgiva och därigenom "bringade sin faders handel i högsta flor". Totalt förvärvade André 270 musikaliska autografer av Mozart, av vilka ett stort antal under de följande åren publicerades, därav 79 icke tidigare tryckta kompositioner. 
Själv komponerade André såväl operor som symfonier och mässor. Han utgav också en ofullbordad lärobok i komposition i fyra band, vilken av den svenske kompositören Jacob Niclas Ahlström räknades "ibland de utförligaste och gedignaste musikverk."
André var i sin förlagsrörelse också den förste att kommersiellt utnyttja den nya reproduktionstekniken litografi, och slöt ett avtal om ensamrätt härtill med teknikens uppfinnare Alois Senefelder.